# Haarby
 Denne artikel omhandler byen Haarby. Der er også andre byer med dette navn, se Hårby.
Haarby er en by på det vestlige Fyn med 2.501 indbyggere  (2024), beliggende i Hårby Sogn. Byen er en hovedbyerne i Assens Kommune og hører til Region Syddanmark. Den var indtil 2007 hovedby i Haarby Kommune. I Haarby findes Haarby Kirke, der er korskirke.
Byen ligger langs Haarby å 2 kilometer fra Helnæs bugt og 32km fra Odense centrum langs hovedvej 323.
I dag er byen inde i en udviklingsfase med ny industri, der flytter til byområdet eller udvider eksisterende aktiviteter. Blandt byens største virksomheder er møbelproducenten Montana Møbler samt Cabinplant, der leverer specialudstyr til fødevareindustrien.
Haarby er en aktiv handelsby med flere store supermarkeder, samt diverse specialbutikker. Disse butikker er et naturligt handelscentrum for byens opland.
Politikeren Uffe Ellemann-Jensen er født i Haarby.

## Historie
I 1873 beskrives byen således: "Haarby med Kirke, Kro, Skole, Vandmølle og Uldkarteri".
Omkring århundredeskiftet omtales byen således: "Haarby, ved Landevejen, med Kirke, Skole, to Forsamlingshuse (opf. 1887 og 1891), Lægebolig, Kro, Mølle, Saftstation for Assens Sukkerfabrik og Andelsmejeri".